# 해글리 공원

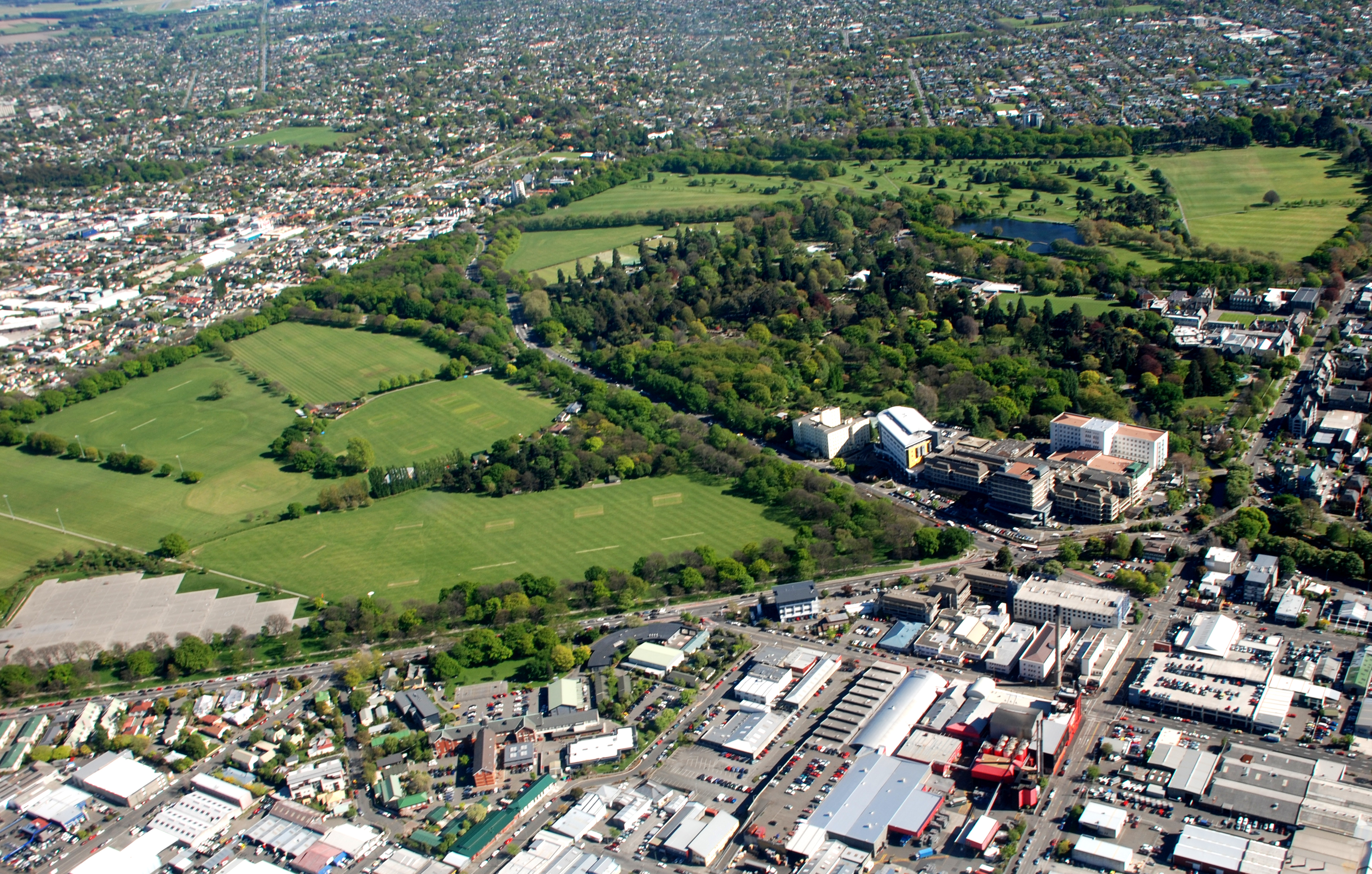
해글리 공원

해글리 공원(Hagley Park)은 뉴질랜드 남섬 크라이스트처치에 있는 공원이다.

## 개요
1855년 당시 캔터베리 지방 정부에 의해 설립된 공원이다. 크라이스트처치의 거의 중앙부에 위치한다. 165헥타르의 광대한 부지는 리카톤 거리를 경계로 북 공원, 남 공원으로 나뉘어 있었다. 북쪽 공원에는 골프 코스(12홀), 테니스장, 축구장 등이 설치되고, 남쪽 공원에는 네트 볼 코트, 럭비 경기장, 축구 경기장, 크리켓 경기장, 하키 경기장 등이 설치되어 크라이스트처치의 각종 스포츠 경기 시설로 이용되었다.
여름철에는 야외 콘서트 "클래식 스파크"(Classical Sparks)가 개최되어 약 12만명의 관람객이 방문 공연장으로 사용된다.
북쪽 공원에는 에이번강이 흐르고, 조깅이나 산책을 즐기는 시민들이 많이 보인다. 공원에서 희귀 조류도 관찰된다. 1882년 산업박람회장이 되어 1906년~1907년 뉴질랜드 국제박람회장이 된 적도 있다. 서커스 등 각종 행사도 자주 열렸다.
북쪽 공원은 크라이스트처치 식물원, 크라이스트 대학(사립학교), 크라이스트처치 병원이 인접해 있다. 남쪽 공원은 헬기장로서의 기능을 가지며, 인접한 크라이스트처치 병원에 응급 환자를 후송하는 헬기가 착륙하기도 한다.

## 갤러리

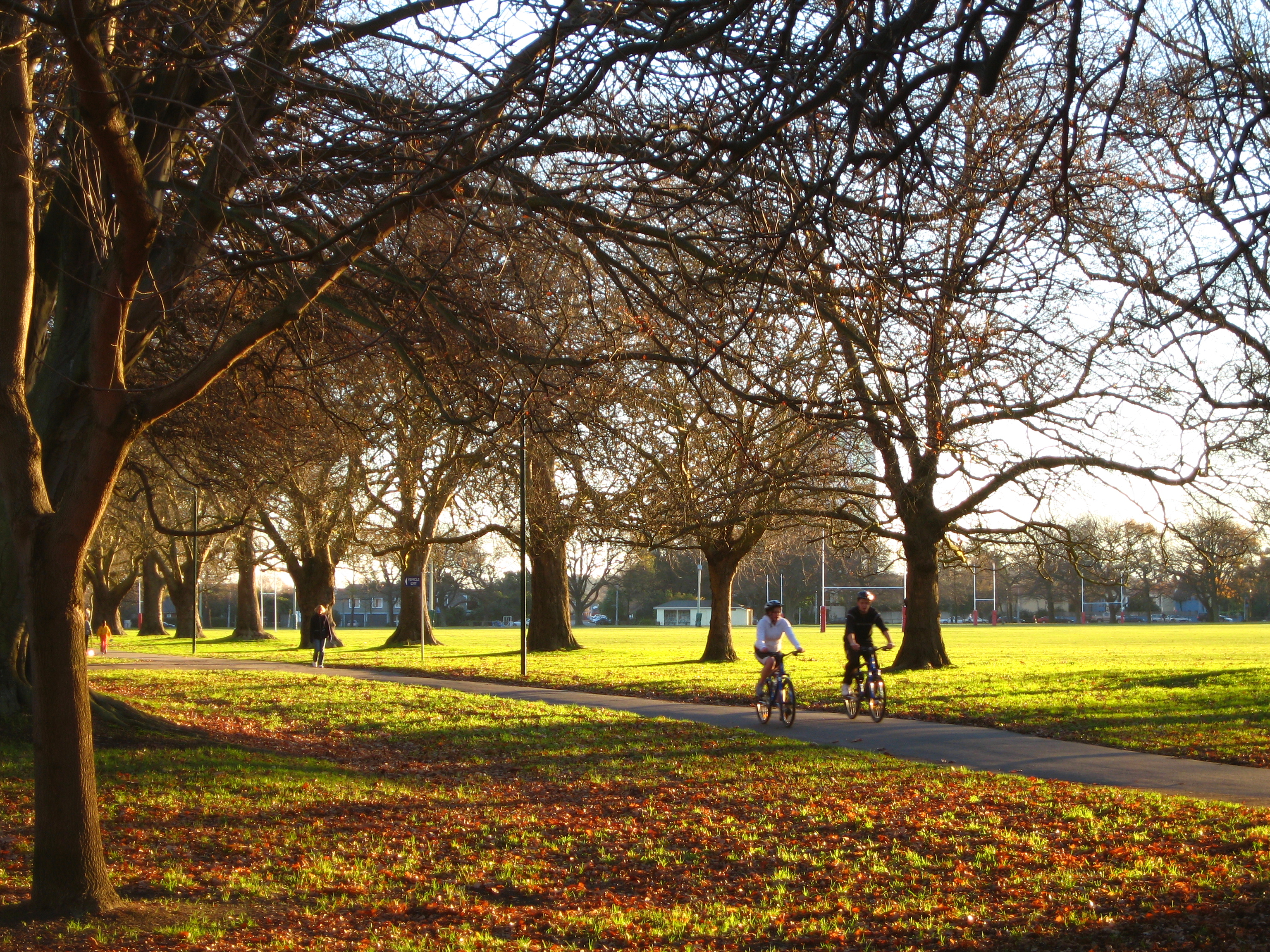
북 해글리 공원, 늦은 오후
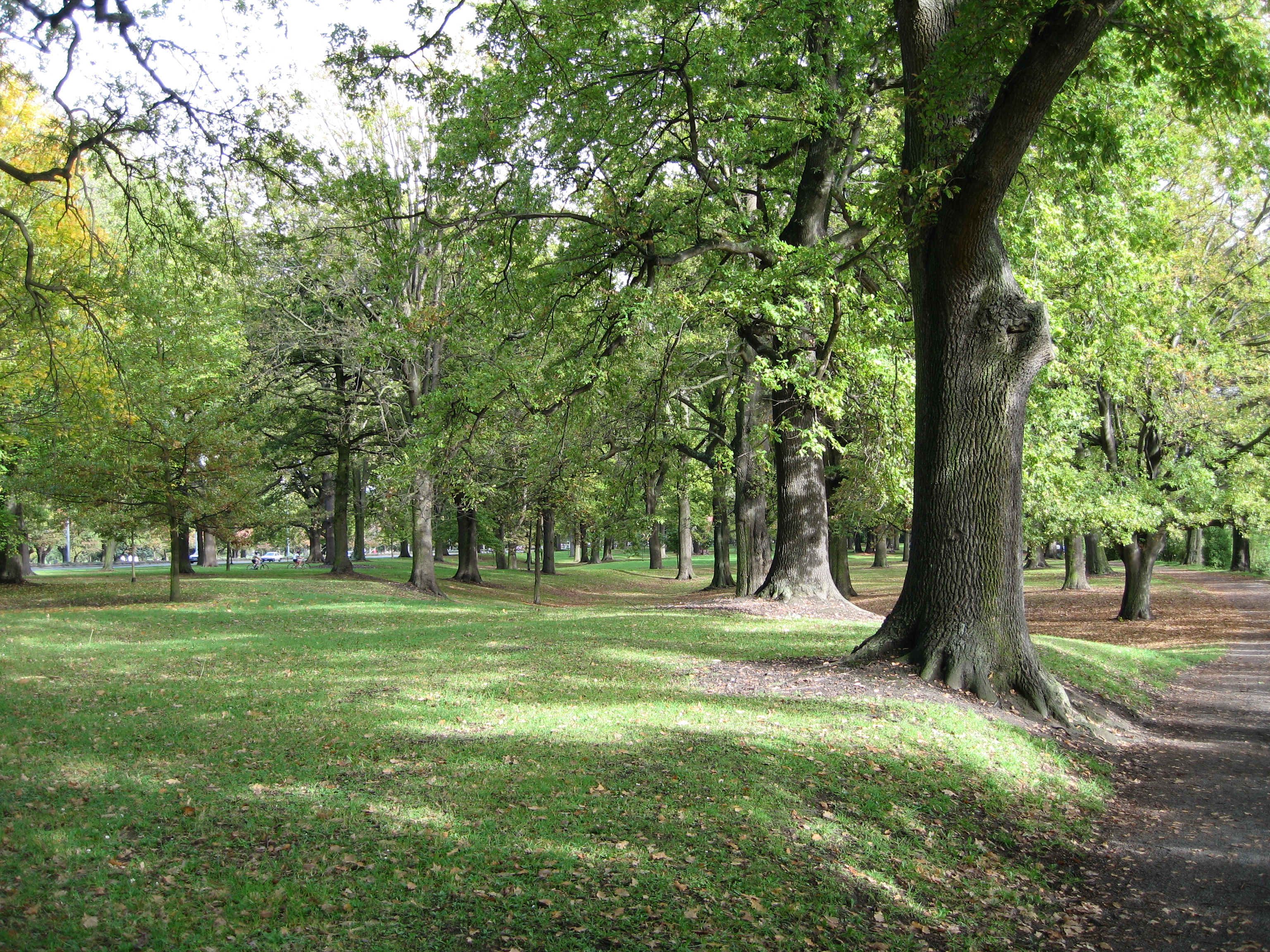
리틀 해글리 공원
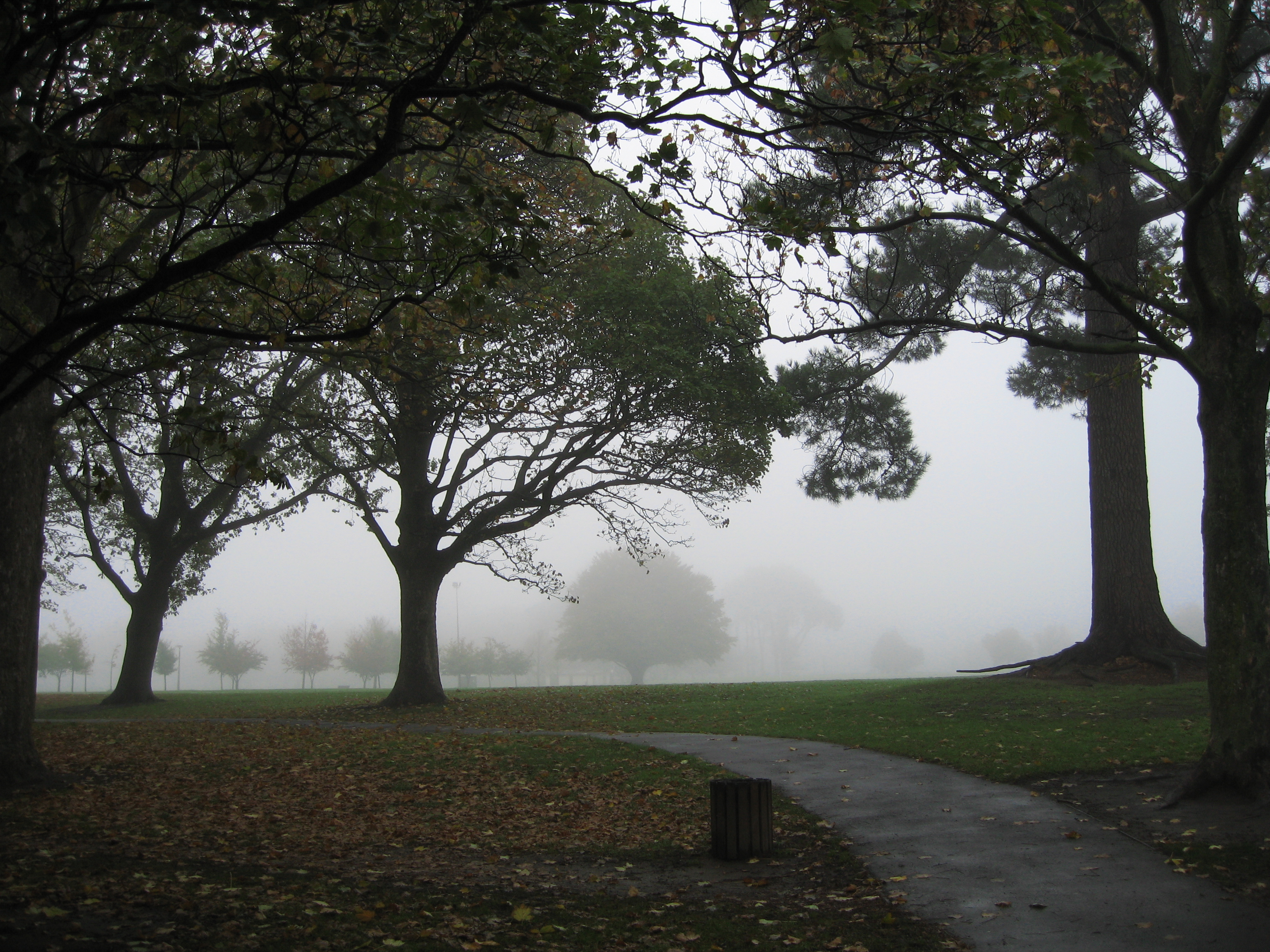
북 해글리 공원의 안개낀 아침
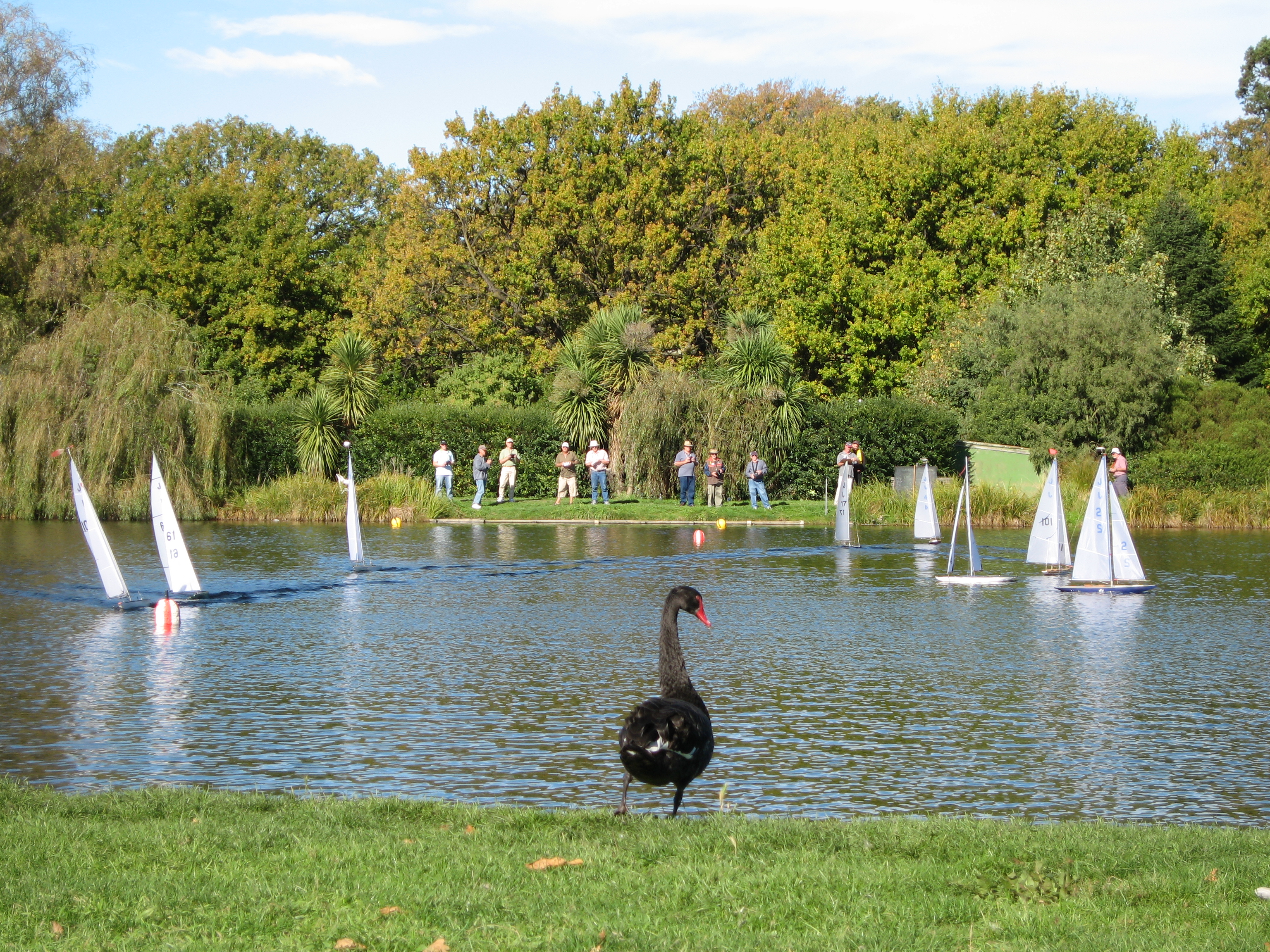
검은 백조와 빅토리아호의 모델 요트